# Powiat Cheb
Powiat Cheb (czes. Okres Cheb) – powiat w Czechach, w kraju karlowarskim. Jego siedziba znajduje się w mieście Cheb. Powierzchnia powiatu wynosi 932,75 km², zamieszkuje go 89 603 osób (gęstość zaludnienia wynosi 96,14 mieszkańców na 1 km²). Powiat ten liczy 39 miejscowości, w tym 9 miast.
Od 1 stycznia 2003 powiaty nie są już jednostką podziału administracyjnego Czech. Podział na powiaty zachowały jednak sądy, policja i niektóre inne urzędy państwowe. Został on również zachowany dla celów statystycznych.

## Struktura powierzchni
Według danych z 31 grudnia 2003 powiat ma obszar 932,75 km², w tym:
- użytki rolne - 46,93%, w tym 57,14% gruntów ornych
- inne - 53,07%, w tym 75,07% lasów
- liczba gospodarstw rolnych: 199

## Demografia
Dane z 31 grudnia 2003:
| Opis        | Ogółem | Kobiety       | Mężczyźni     |
| ----------- | ------ | ------------- | ------------- |
| populacja   | 89 603 | 45 890 51,21% | 43 713 48,79% |
| średni wiek | 38     | 39,93         | 37,14         |

- gęstość zaludnienia: 96,14 mieszk./km²
- 84,84% ludności powiatu mieszka w miastach.

## Zatrudnienie
| Mieszkańcy ze stałym zatrudnieniem | 20 512       |
| Średnia pensja miesięczna          | 13 897 koron |
| Bezrobotni                         | 3 917        |
| Stopa bezrobocia                   | 8,34%        |

## Szkolnictwo
W powiecie Cheb działają:
| Rodzaj szkoły                   | Liczba szkół |
| ------------------------------- | ------------ |
| Przedszkola                     | 38           |
| Szkoły podstawowe               | 29           |
| Gimnazja                        | 4            |
| Szkoły średnie techniczne       | 6            |
| Szkoły średnie ogólnokształcące | 5            |
| Szkoły wyższe                   |              |

## Służba zdrowia

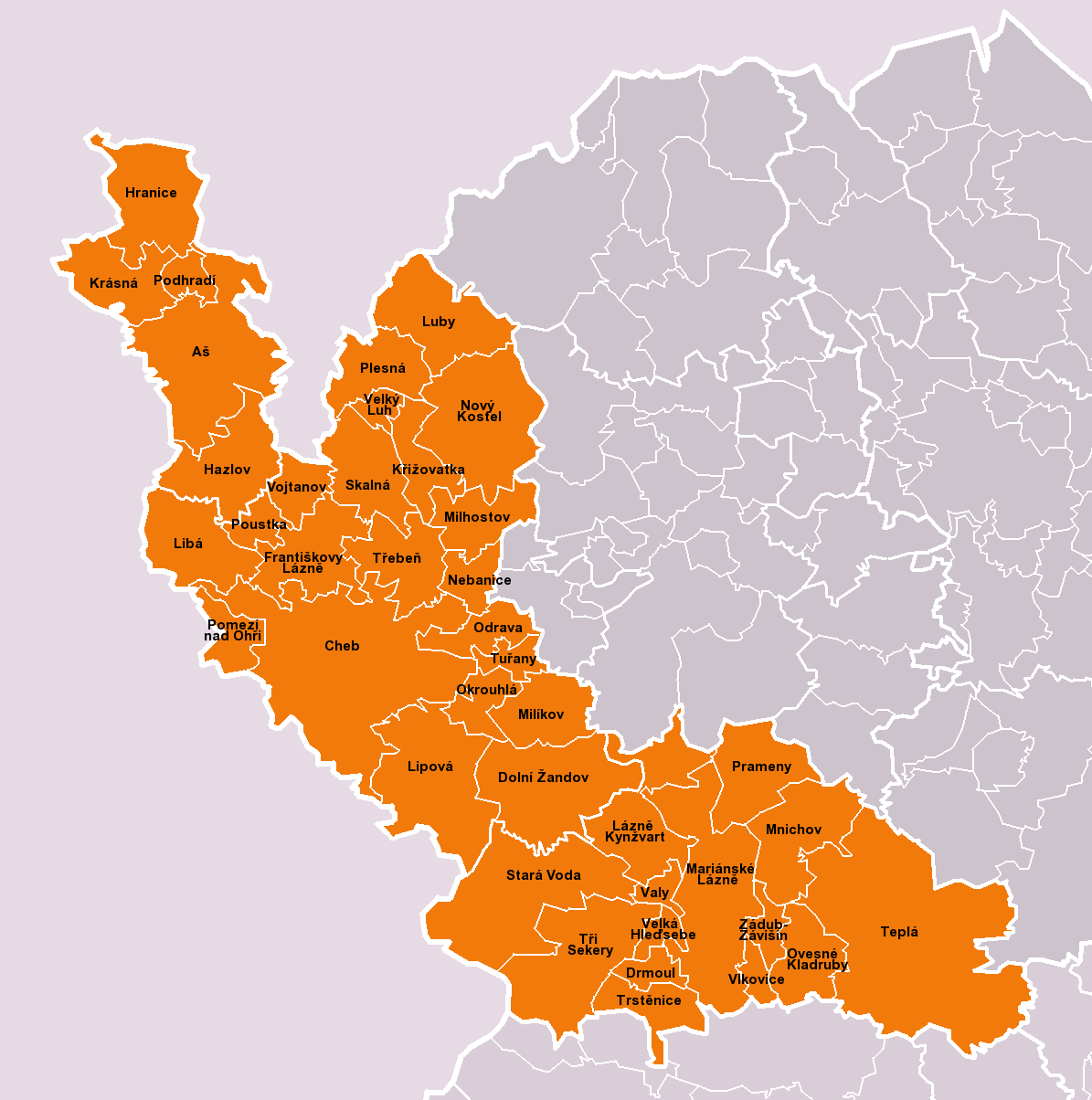
Powiat Cheb

| Lekarze                               | 337 |
| Szpitale                              | 2   |
| Specjalistyczne ośrodki terapeutyczne | 1   |
| Gabinety dentystyczne                 | 37  |
| Apteki                                | 24  |